# Géographie du Bas-Rhin
Le département du Bas-Rhin fait partie de la collectivité européenne d'Alsace. Il est limitrophe des départements du Haut-Rhin au sud, des Vosges et de Meurthe-et-Moselle au sud-ouest, de la Moselle à l'ouest, ainsi que de l'Allemagne, à l'est le long du Rhin et au nord. Le Bas-Rhin est irrigué par le Rhin ainsi que par une multitude de cours d'eau de plus faible importance. Une vaste nappe phréatique couvre l'ensemble du territoire départemental.
Le département du Bas-Rhin s'étend sur 4 798 km2  (77e département français par sa superficie - 0,87 % du territoire national). Il compte 1 026 120 habitants et est organisé administrativement en :
- 7 arrondissements ;
- 44 cantons ;
- 526 communes.

| \| 25 km1:839 000 Capitale nationale Préfecture de région Préfecture de département Sous-préfecture Autres villes ou villages \| ALLEMAGNE Moselle Meurthe- · et-Moselle Vosges Haut-Rhin Strasbourg Haguenau Molsheim Saverne Sélestat Wissembourg Bischwiller Brumath Sarre-Union Wasselonne Schiltigheim Geispolsheim Obernai Erstein Barr Schirmeck |
| 25 km1:839 000 Capitale nationale Préfecture de région Préfecture de département Sous-préfecture Autres villes ou villages |

| 25 km1:839 000 Capitale nationale Préfecture de région Préfecture de département Sous-préfecture Autres villes ou villages |

| \| 25 km1:839 000 Capitale nationale Préfecture de région Préfecture de département Sous-préfecture Autres villes ou villages \| ALLEMAGNE Moselle Meurthe- · et-Moselle Vosges Haut-Rhin Strasbourg Haguenau Molsheim Saverne Sélestat Wissembourg Bischwiller Brumath Sarre-Union Wasselonne Schiltigheim Geispolsheim Obernai Erstein Barr Schirmeck |
| 25 km1:839 000 Capitale nationale Préfecture de région Préfecture de département Sous-préfecture Autres villes ou villages |

| 25 km1:839 000 Capitale nationale Préfecture de région Préfecture de département Sous-préfecture Autres villes ou villages |

Paysages du Bas-Rhin :
La plaine d'Alsace et Sélestat, au sud.
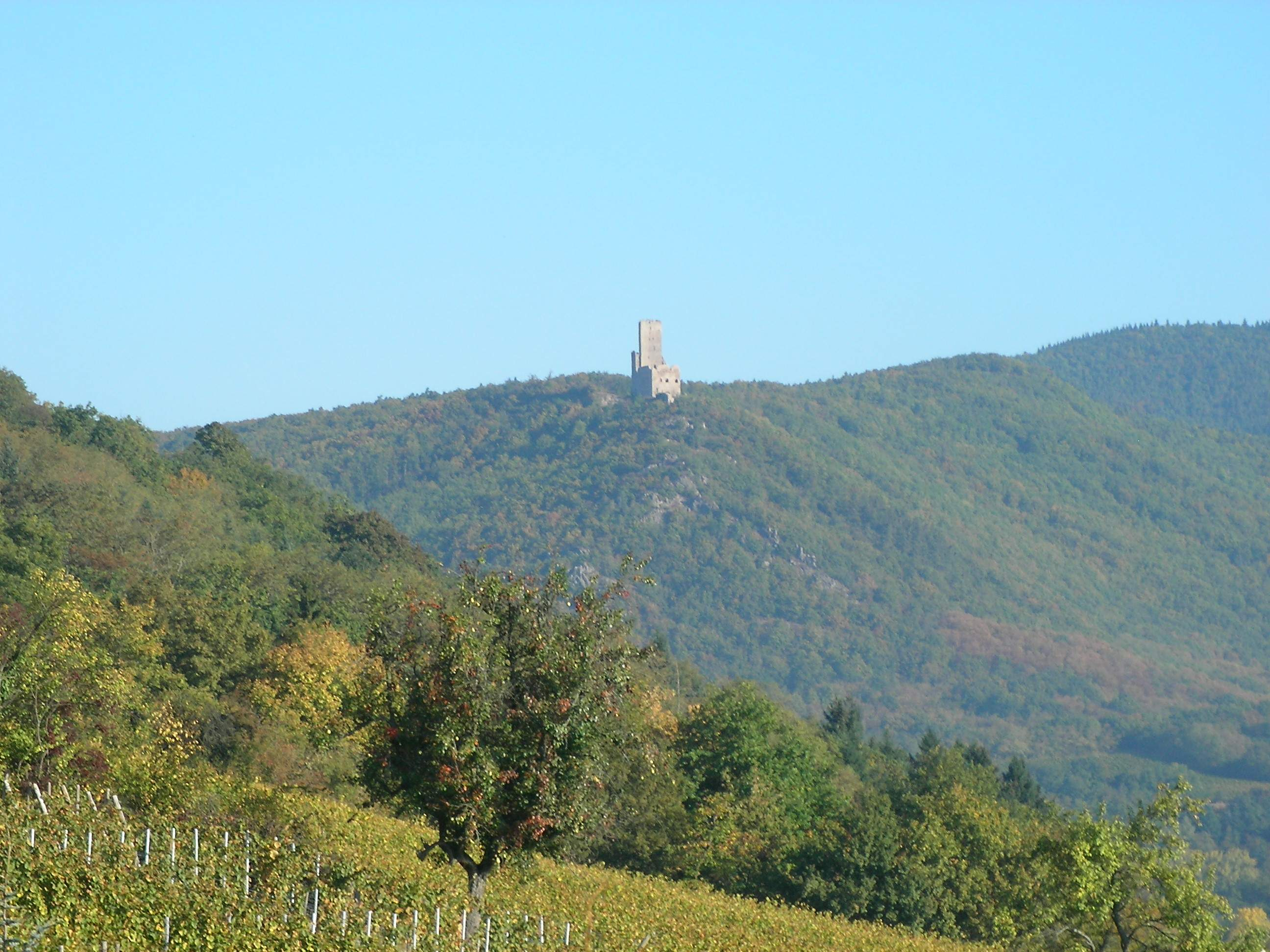
Crète des Vosges et le château de l'Ortenbourg à Scherwiller, au sud.
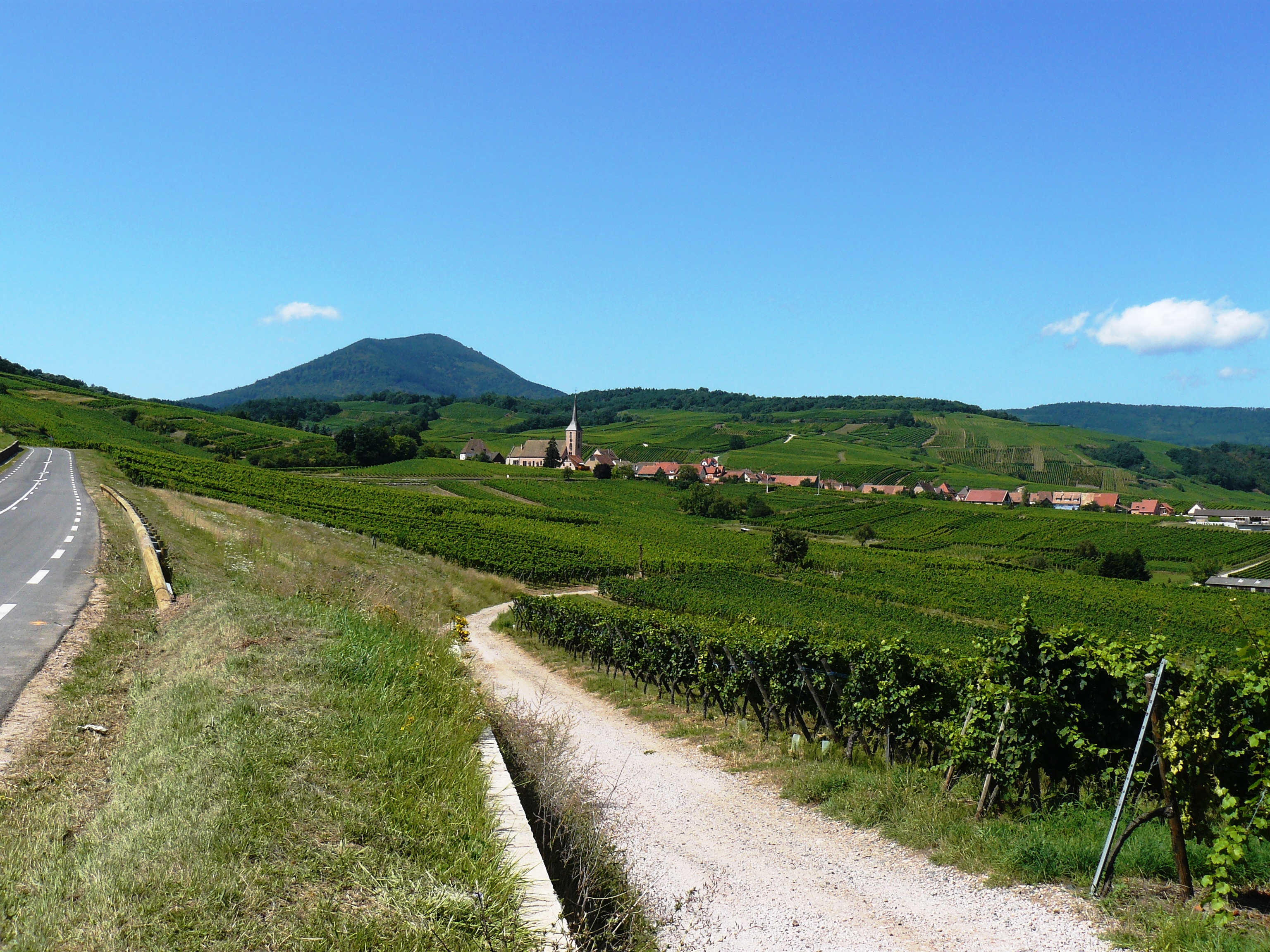
Blienschwiller et les vignes, au sud.
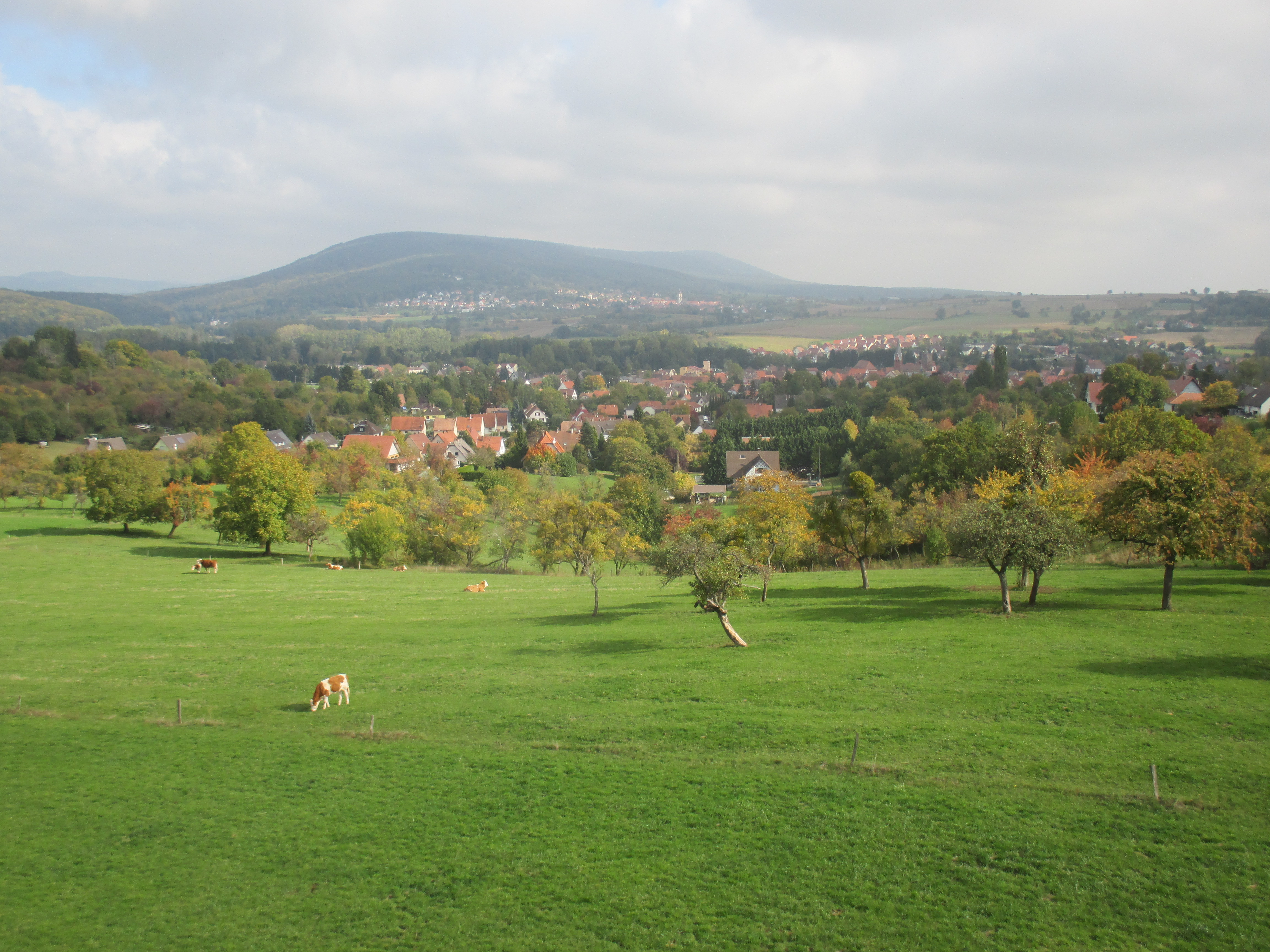
Gœrsdorf, au nord.

## Une répartition du territoire équilibrée
L'utilisation du territoire (479 880 ha) se répartit de la façon suivante :
- Superficie agricole utile des exploitations : 199 298 ha soit 41 % dont :
  - vignes AOC : 6 038 ha,
  - surfaces toujours en herbe : 51 000 ha,
  - jachères : 11 540 ha ;
- Surfaces boisées : 172 010 ha soit 36 % ;
- Territoire non agricole : 108 572 ha, soit 23 %.

(Source : Agreste 2000)

## Les régions naturelles et pays agricoles du Bas-Rhin
Le Bas-Rhin est caractérisé par la diversité de ses conditions naturelles, la diversité de ses terroirs et la multiplicité de ses productions agricoles. Au cours des siècles, il s'est forgé des traditions agraires qui ont dessiné ses paysages et nourri la réputation de qualité de ses productions agricoles, de son industrie agro-alimentaire et de sa gastronomie.
Le département est bordé à l'ouest par le massif vosgien, dont l'altitude s'accroît progressivement du nord au sud. La roche mère y est gréseuse au nord et cristalline au sud ; elle a donné naissance à des sols pauvres et acides, d'où l'importance de la forêt et de l'agro-tourisme dans cette zone. Le Champ du Feu est le point culminant du Bas-Rhin au Ban de la Roche, à 1 098 mètres d'altitude.
Les collines sous-vosgiennes sont adossées à la montagne. Ce sont des coteaux calcaires propices à la culture de la vigne.
La plaine d'Alsace s'étend entre les collines sous-vosgiennes et le Rhin. Ce long fossé d'effondrement, d'une largeur moyenne de 25 km, possède une proportion élevée de sols fertiles constitués de dépôts de lœss propices à la culture des céréales et des cultures spéciales (tabac, betterave, houblon, fruits, légumes, …).
Ces grandes régions naturelles peuvent être divisées en neuf pays agricoles :
- Les rieds, essentiellement dédiés aux grandes cultures, cultures maraîchères, prairies naturelles ;

- la plaine d'Erstein où se pratique une polyculture intensive à base de cultures spéciales telles que le tabac, la betterave sucrière, le chou à choucroute ;

- la plaine, région de polyculture où l'on produit du houblon, des asperges…

- l'Ackerland Kochersberg, pays agricole par excellence avec des cultures spéciales telles que le houblon, la betterave sucrière ;

- le pays de Wissembourg : région d'élevage, de culture de légumes, betteraves, et d'arboriculture ;

- le pays de Hanau où se pratiquent élevage, polyculture intensive et culture fruitière ;

- la montagne vosgienne est le domaine de la forêt et de l'exploitation herbagère ;

- la partie alsacienne depuis 1793 du Plateau lorrain, appelée Alsace bossue, est une région d'élevage ;

- les collines et le piémont sous-vosgiens sont propices à la vigne.

## Géologie
Le bassin houiller de la vallée de Villé est composé de nombreux gisements de houille, dont la majorité se trouvent dans le Bas-Rhin, à proximité de la vallée de Villé. Le département est traversé par le fossé rhénan et la plaine d'Alsace.